# 川代駅
川代駅（かわだいえき）は、青森県むつ市大字関根字川代にあった下北交通大畑線の駅（廃駅）。大畑線の廃止により2001年（平成13年）4月1日に廃駅となった。

## 歴史
- 1939年（昭和14年）12月6日：開業[1]。
- 1961年（昭和36年）2月：大湊駅管理下となる。
- 1972年（昭和47年）3月15日：貨物取扱廃止[2]、無人化[3]。
- 1985年（昭和60年）7月1日：大畑線転換により、国鉄から下北交通の駅となる[1]。
- 2001年（平成13年）4月1日：大畑線廃止により廃駅となる。

## 駅構造
かつては交換設備を有しており貨物取扱があったが、廃止時には単式ホーム1面1線であった。

## 駅周辺
- 国道279号
- 青森県道275号川代停車場線

## 現況
ホーム跡が残っており、接続していた青森県道275号川代停車場線も廃止されていない。

## 隣の駅
下北交通
大畑線
陸奥関根駅 - 川代駅 - 正津川駅